# Ardisia paniculata
Ardisia paniculata är en viveväxtart som beskrevs av William Roxburgh. Ardisia paniculata ingår i släktet Ardisia och familjen viveväxter. Inga underarter finns listade i Catalogue of Life.